# ریماسکو

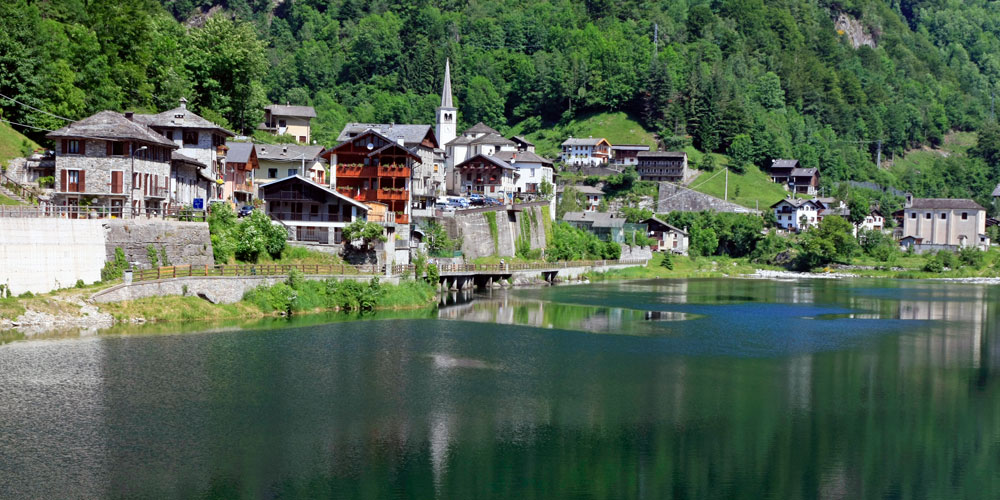
نمایی از «ریماسکو»

ریماسکو (به ایتالیایی: Rimasco) یک کومونه در ایتالیا است که در استان ورسلی واقع شده‌است.

## خصوصیات
ریماسکو ۲۴٫۴ کیلومترمربع مساحت و ۱۵۰ نفر جمعیت دارد.